# INF Clairefontaine

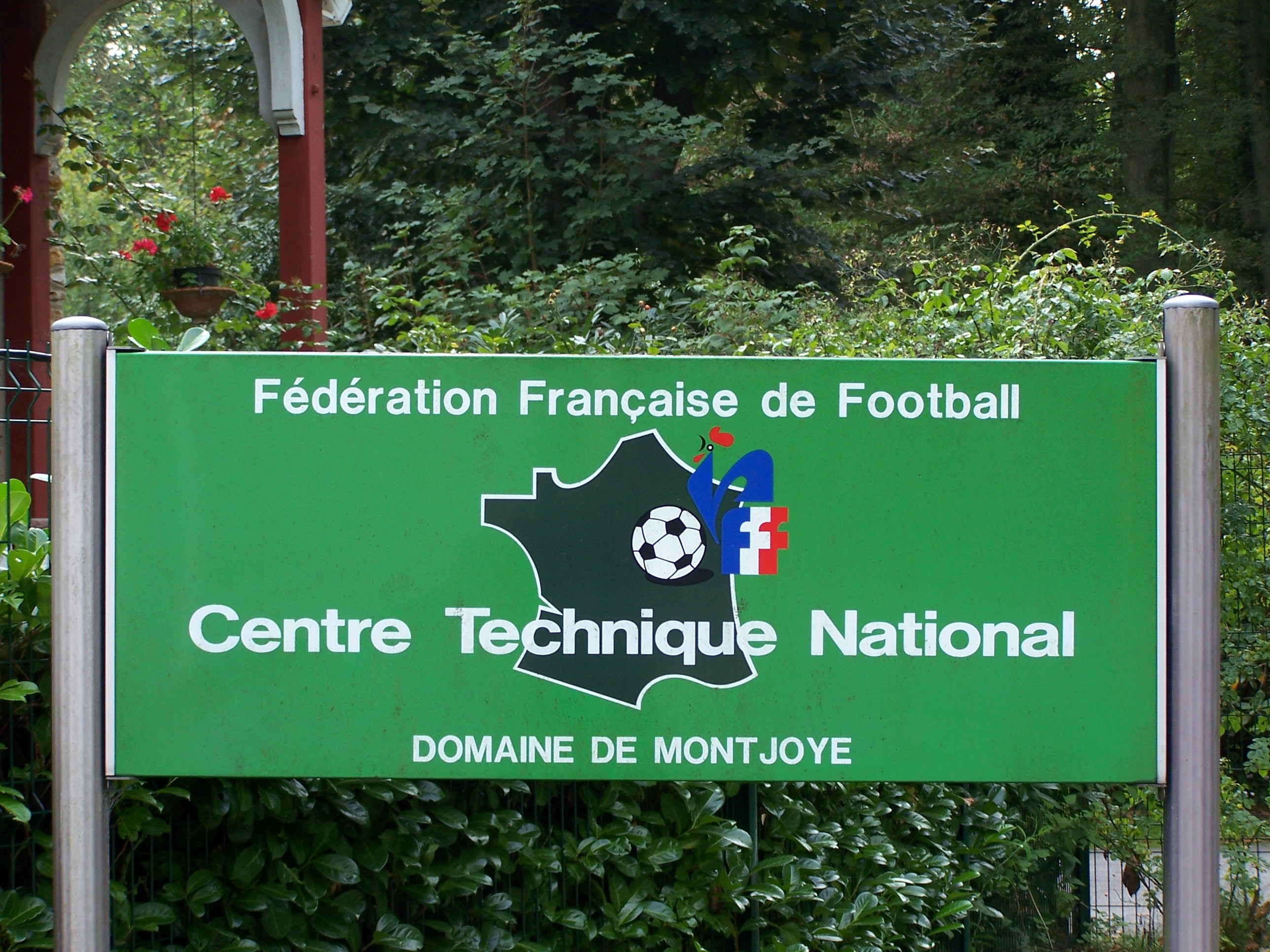
Entrada a Clairefontaine

El Institut National du Football (INF) de Clairefontaine, comúnmente conocido como INF Clairefontaine (‘Instituto Nacional de Fútbol Clairefontaine’), INF o simplemente Clairefontaine, es el centro de la asociación de fútbol nacional francesa que está especializado en entrenar a futbolistas franceses. La academia es uno de doce centros de élite distribuidas por territorio francés que están bajo la supervisión de la Federación Francesa de Fútbol (FFF). Solamente los mejores jugadores de la región Île-de-France entrenan en Clairefontaine. Las otras once academias están situadas en Castelmaurou, Châteauroux, Liévin, Dijon, Marseille, Ploufragan, Vichy y Reims, Réunión, Saint-Sébastien-sur-Loire y Talence.
Clairefontaine abrió en 1988 y recibe el nombre de Fernand Sastre en honor al presidente de la FFF entre 1972 y 1984. La academia está localizada 50 kilómetros al sudoeste de París en Clairefontaine-en-Yvelines y es uno de los centros de este tipo de mayor renombre mundial. Tiene la reputación de haber formado a algunos de los más talentosos futbolistas franceses de los últimos años caso de Nicolas Anelka, Louis Saha, William Gallas y el máximo goleador de la selección francesa Thierry Henry. La academia es además la sede de las selecciones masculina y femenina de Francia.

## Historia
En 1976, el mediático y longevo presidente de la Federación de Fútbol Francesa Fernand Sastre ideó un ambicioso proyecto que supondría la creación de un centro nacional de fútbol. Seis años más tarde, la FFF eligió Clairefontaine-en-Yvelines como la localización para esta academia. La construcción de esta instalación comenzó en 1985 y duró casi tres años. El centro abrió sus puertas en enero de 1988. Durante la Copa del Mundo de Fútbol de 1998, que Francia organizó, Clairefontaine acogió a la selección nacional francesa. Ese mismo año, la FFF, decidió otorgar la denominación de Fernand Sastre a esta instalación. Un busto de Sastre fue levantado en las cercanías de los diferentes campos en el año 2000; también presente está una réplica del trofeo de la Copa del Mundo FIFA.
Los mejores jóvenes talentos de la región de Île-de-France residen desde los 13 hasta los 15 años en Clairefontaine para entrenarse y mejorar sus cualidades técnicas. Muchos de estos futbolistas son seguidos y reclutados por clubes de primera división en Francia. Hoy en día algunos clubes locales disputan sus partidos oficiales en los terrenos de Clairefontaine. La academia continúa formando a algunos de los más prometedores talentos del fútbol galo como Hatem Ben Arfa, Vassiriki Abou Diaby o Gabriel Obertan.

## Proceso

### Registro
Todos aquellos jóvenes valores que aspiren a entrar en Clairefontaine deben tener al menos 13 años, vivir y jugar dentro del departamento de Île-de-France y tener la nacionalidad francesa. El registro de nuevos jugadores para entrar en Clairefontaine comienza en octubre del año anterior al que el jugador se une a la academia. Los aspirantes tienen hasta diciembre para registrarse de la mano de su club de origen. El primer grupo de pruebas de nivel se lleva a cabo dentro de cada distrito. Un número de jóvenes futbolistas viajará hasta Clairefontaine para llevar a cabo las pruebas oficiales que tienen una duración de tres días y tienen lugar durante las vacaciones de pascuas. Finalmente el director de la academia y los técnicos elegirán a un número no superior a 22 que permanecerán alojados en el centro, siendo tres o cuatro de ellos guardametas.

### Entrenamiento y alojamiento
Los jugadores seleccionados viven y entrenan en Clairefontaine de lunes a viernes, quedando así el fin de semana libre para visitar a las familias y jugar con sus respectivos clubes. El centro les otorga además días de vacaciones escolares. Clairefontaine no sólo es fútbol. Los internos tienen que estudiar y mantener un nivel mínimo de resultados escolares. Los jugadores de entre 13 y 15 años están inscritos en el Colegio Catherine de Vivonne de Rambouillet en Rambouillet. Una vez finalizada esa etapa escolar los jugadores se matriculan en el instituto Louis Bascan, de la misma ciudad, con la esperanza de que todos puedan conseguir su título. Todos los costes de matriculación y material escolar son asumidos por la Federación Francesa de Fútbol y la Liga Nacional de Fútbol.

### Sistemas de entrenamiento
Algunos de los sistemas de entrenamiento utilizados buscan mejorar las capacidades del estudiante:
- Conseguir que los movimientos del jugador sean mejores y más veloces.
- Unir los movimientos de forma eficiente y eficaz.
- Mejorar la destreza con la pierna débil.
- Abordar las debilidades en la forma de ver el fútbol del estudiante.
- Los factores psicológicos.
- Factores médicos.
- Cualidades técnicas.
- Entrenamiento de cualidades
- Tácticas.

## Terrenos
Clairefontaine es un inmenso centro de fútbol que incluye 56 hectáreas de tierra de entre los que 66.000 metros cuadrados son terrenos de fútbol. Está localizado en el valle de Chevreuse en el corazón del bosque de Rambouillet. Clairefontaine tiene varios terrenos de entrenamiento, un estadio e incluso una pista cubierta de césped artificial. La academia también incluye un gimnasio, una zona fitness, restaurante, cafetería y un centro médico. Incluso tres pistas de tenis pueden encontrarse dentro del complejo.